# Falko Steinbach

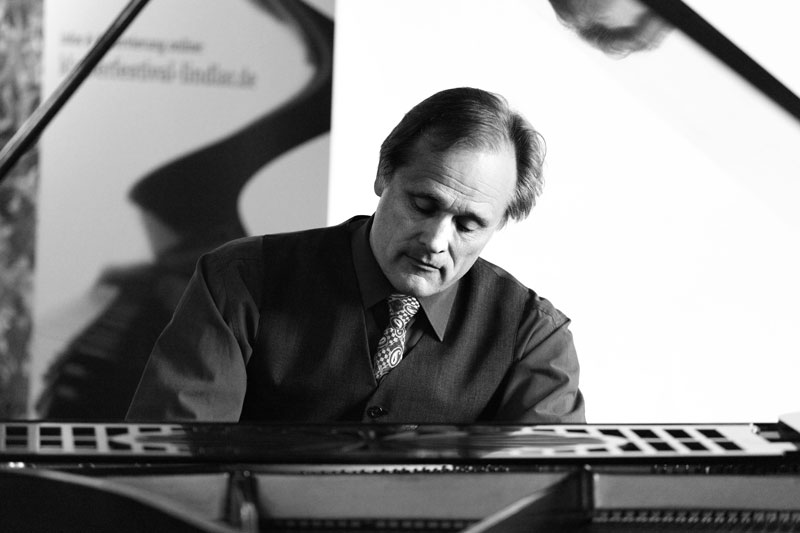
Falko Steinbach, 2012

Falko Steinbach (* 1957 in Aachen) ist ein deutscher Pianist und Komponist.

## Biografie
Steinbach ist aufgewachsen in Leverkusen und Bergisch Gladbach. Er gab  mit zwölf Jahren sein erstes öffentliches Konzert und war später Jungstudent an der Hochschule für Musik in Köln. Hier schloss Steinbach sein Studium unter Tiny Wirtz mit einem Konzertexamen ab und graduierte ebenfalls in Theorie und Komposition, um anschließend mit einem DAAD-Stipendium an der Londoner Guildhall School of Music and Drama seine Studien abzuschließen. Weitere Lehrer waren Tatjana Nikolajewa und Peter Feuchtwanger im Soloklavierbereich und Dietrich Fischer-Dieskau für Liedbegleitung.
Steinbach gründete das Musikfestival Streams für Neue Musik in Brauweiler, den Verein für Neue Musik Klang Köln, sowie das Klavierfestival Lindlar im Bergischen Land. Nachdem er zwischen 1989 und 1999 als Lehrbeauftragter für Klavier an der Universität Köln tätig war, akzeptierte er eine Berufung als Klavierprofessor und Leiter des piano performance Bereichs an der University of New Mexico in den USA.
Sein Repertoire umfasst ein weites Spektrum mit Werken von Bach bis hin zur zeitgenössischen Musik. Als Steinway-Künstler spielte er 16 CDs ein. Sein Werkverzeichnis als Komponist umfasst weit über 50 Kompositionen für Kirchenmusik, Kammermusik und Klaviermusik, sowie eine Oper. Eine außergewöhnliche Zahl von Rezensionen, Artikeln Auszeichnungen und zwei Doktorarbeiten über seine Werke reflektieren seine künstlerischen, humanitären und pädagogischen Verdienste.
Steinbach spielt und unterrichtet auf vielen internationalen Festivals in Amerika, Asien und Europa.

## Diskografie (Auswahl)
- 1996: Claude Debussy, Richard Wagner, Anne Schwanewilms, Falko Steinbach – Proses Lyriques / Wesendonk-Lieder (CD, Album, ambitus)
- 1997: Hanns Eisler ✭ Bertolt Brecht - Soprano: Marlene Mild ✭ Piano: Falko Steinbach – Lieder Aus Dem Exil 1933-1948 (CD, Album, ambitus Musikproduktion)
- 2015: Falko Steinbach - Alexander Schwarzkopf – Figures: 17 Choreographic Etudes For Piano (CD, Centaur Records)
- Falko Steinbach, Robert Schumann, Johannes Brahms – Zweite Sonate Op. 22 / Drei Romanzen Op. 28 / Variationen über ein Thema von Robert Schumann Op. 9 (CD, ambitus)
- Hanns Eisler, Johannes Brahms, Béla Bartók, Falko Steinbach – 3. Klaviersonate, Fantasien Op. 116, Sonate (1926) (CD, ambitus)